# Альбьяно-д’Ивреа
Альбьяно-д’Ивреа (итал. Albiano d'Ivrea, пьем. Albian) — коммуна в Италии, располагается в области Пьемонт, в провинции Турин.
Население составляет 1702 человека (2008 г.), плотность населения составляет 145 чел./км². Коммуна занимает площадь 12 км². Почтовый индекс — 10010. Телефонный код — 0125.
Покровителем коммуны почитается святой Мартин Турский, празднование 11 ноября.

## Демография
Динамика населения:

## Администрация коммуны
- Официальный сайт: http://www.comune.albianodivrea.to.it/